# Krokeks landskommun
Krokeks landskommun  var en tidigare kommun i Östergötlands län.

## Administrativ historik
När 1862 års kommunalförordningar trädde i kraft inrättades i Krokeks socken i Lösings härad i Östergötland denna kommun. 
I landskommunen inrättades 14 februari 1936 Kolmårdens municipalsamhälle.
Vid kommunreformen 1952 uppgick denna  landskommun i Kolmårdens landskommun, och municipalsamhället upplöstes. 1971 uppgick Kolmårdens landskommun i Norrköpings kommun.

## Politik

### Mandatfördelning i Krokeks landskommun 1938-1946
| 2 | 19 | 4 |

| 23 |

|  | 19 | 5 |

| 25 |

| 2 | 17 | 6 |

| 23 |